# Ratto di Ganimede (Rubens)
Il ratto di Ganimede è un dipinto a olio su tela (181×87 cm) realizzato tra il 1636 ed il 1638 dal pittore Peter Paul Rubens.
È conservato nel Museo del Prado.